# Иоаким Кырчовский

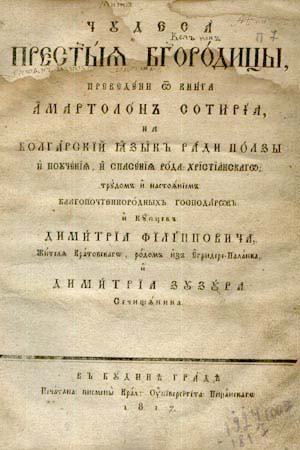
Титульный лист книги И. Кырчовского «Чудеса Пресвятой Богородицы в переводе на болгарский язык Амартола Сотерия» (1817 г.)

Иоаки́м Кырчовский (в миру И́ов) (болг. Йоаким Кърчовски, макед. Jоаким Крчовски; около 1750 — около 1820) — болгарский иеромонах, просветитель, проповедник, писатель
 и переводчик.
Видный деятель Болгарского национального возрождения.

## Биография
О жизни И. Кырчовского известно только из сведений его изданий и преданий. Возможно, он происходил из г. Кичево (ныне Северная Македония), и прозвище Кырчовский отражает название этого города, а легенды сообщают о «Якиме монахе», родившемся в с. Осломей близ Кичева. В заглавии «Повести о пришествии» он назван «хаджи Иоаким даскал», а в «Книге о мытарствах» и в сочинении «Различные поучительные наставления» упоминается его монашеский сан «благоговейного в монасех пречестного дьяка даскала Крчовского». В своих трудах он называл себя болгарином, а свой язык — самым простым болгарским языком.
Образование получил в Константинополе. В 1787 г. был рукоположен во иерея. Долгое время служил священником близ Крива-Паланки. Учительствовал в Кратове и, вероятно, в Бигорском монастыре, принял монашество в 1807 г. Совершил паломничество в Иерусалим и получил звание хаджи.
Умер во время путешествия. Был похоронен на кладбище в Крива-Паланке. После подписания Берлинского трактата (1878), согласно которому македонские области, населенные болгарами, были возвращены Османской империи, его могилу мусульманские фанатики сровняли с землей.
Автор 5 книг, написанных на «простейшем болгарском языке» и «для православных» христиан. Всю свою жизнь посвятил делу просвещения и остался в истории, как человек, работавший над созданием литературного языка, понятного простому народу.

## Сочинения
- «Слово по поводу смерти» (Будим, 1814),
- «Повесть о страшном втором пришествии Христове» (Будим, 1814),
- «Книга о мытарствах» (Будим, 1817),
- «Чудеса Пресвятой Богородицы» (Будим, 1817. Скопjе, 1998),
- «Различные поучительные наставления» (Будим, 1819).

## Память
- Именем И. Кырчовского названо село Кырчовско в Кырджалийской области, улицы в нескольких городах Болгарии, в том числе в Софии.